# Mauro Pittón
Mauro Rodolfo Pittón (Santa Fe, 8 agosto 1994) è un calciatore argentino, centrocampista dell'Unión (SF).

## Caratteristiche tecniche
È un mediano.

## Carriera
Cresciuto nelle giovanili dell'Unión (SF), ha esordito il 23 agosto 2015 in occasione del match perso 2-1 contro il Tigre.

## Statistiche

### Presenze e reti nei club
Statistiche aggiornate al 18 marzo 2018.
| Stagione        | Squadra         | Campionato      | Campionato | Campionato | Coppe nazionali | Coppe nazionali | Coppe nazionali | Coppe continentali | Coppe continentali | Coppe continentali | Altre coppe | Altre coppe | Altre coppe | Totale | Totale | Totale |
| Stagione        | Squadra         | Comp            | Pres       | Reti       | Comp            | Pres            | Reti            | Comp               | Pres               | Reti               | Comp        | Pres        | Reti        | Pres   | Reti   |        |
| --------------- | --------------- | --------------- | ---------- | ---------- | --------------- | --------------- | --------------- | ------------------ | ------------------ | ------------------ | ----------- | ----------- | ----------- | ------ | ------ | ------ |
| 2015            | Unión (SF)      | PD              | 1          | 0          | CA              | 0               | 0               |                    | -                  | -                  |             | -           | -           | 1      | 0      |        |
| 2016            | Unión (SF)      | PD              | 10         | 0          | CA              | 3               | 0               |                    | -                  | -                  |             | -           | -           | 13     | 0      |        |
| 2016-2017       | Unión (SF)      | PD              | 23         | 0          | CA              | 3               | 0               |                    | -                  | -                  |             | -           | -           | 26     | 0      |        |
| 2017-2018       | Unión (SF)      | PD              | 19         | 0          | CA              | 0               | 0               |                    | -                  | -                  |             | -           | -           | 19     | 0      |        |
| Totale carriera | Totale carriera | Totale carriera | 53         | 0          |                 | 6               | 0               |                    | 0                  | 0                  |             | -           | -           | 59     | 0      |        |